# Admiral flote (Združeno kraljestvo)
Admiral flote (izvirno angleško Admiral of the Fleet, krajšano: Adm of the Fleet) je najvišji vojaški čin v Kraljevi vojni mornarici; kljub temu, da čin še obstaja, pa ga od leta 1996 niso več podelili.
Admiral flote je nadrejen admiralu in podrejen admiralu. V skladu z Natovim standardom STANAG 2116 čin nosi oznako OF-8. Enakovredna peterozvezdna čina v Oboroženih silah Združenega kraljestva sta: feldmaršal (Field Marshal) pri Britanski kopenski vojski in maršal Kraljevega vojnega letalstva (Marshal of the Royal Air Force) pri Kraljevem vojnem letalstvu.

## Zgodovina
Čin izvira iz najmanj iz 16. stoletja, ko je Kraljeva vojna mornarica imela pomorske eskadre z določenimi admirali kot njihovimi poveljniki. Poveljnik je poveljeval eskadri iz ladje v sredi formaciji in tako organiziral delovanje celotne eskadre. Admiralu je pomagal viceadmiral, kateri je poveljeval vodilnim ladjam eskadre, katere so nosile glavnino bojev. V zaledju pomorske eskadre pa se je nahajal še tretji admiral v eskadri, kateri je poveljeval najmanj ogroženim ladjam in je bil tako tudi najmanj izkušen od vseh admiralov. Ker pa se je vojna mornarica pričela širiti, so potrebovali admirala, ki je poveljeval vsem eskadram oz. celotni britanski floti. Ko je bil leta 1828 ustanovljen položaj Prvega morskega lorda, so čin podeljevali kot častni čin prvim morskim lordom, ki so se upokojili oz. admiralom, ki so postali načelniki Obrambnega štaba Združenega kraljestva. Ta tradicija pa se je končala leta 1995.